# هوغو نيومان
هوغو نيومان (بالألمانية: Hugo Neumann)‏ هو محامي وشاعر قانوني ‏ وكاتب عدل وسياسي ألماني، ولد في 8 مايو 1882 في بولندا، وتوفي في 4 سبتمبر 1962 في فرنسا. حزبياً، نشط في الحزب الديمقراطي الألماني.